# Artogne
Artogne (Artògne in dialetto camuno) è un comune italiano di 3 676 abitanti, della Val Camonica, provincia di Brescia in Lombardia. Il paese è posto a circa 45 chilometri a nord da Brescia alla quale è collegato dalla strada statale 42 del Tonale e della Mendola in prossimità dello svincolo di Pian Camuno e dalla strada provinciale 510.
Il territorio confina con sette diversi comuni: a nord con quelli di Gianico e Darfo Boario Terme, a est con quelli di Bovegno e Pezzaze, a sud con quelli di Pian Camuno e Pisogne e a ovest con quello di Rogno, che è situato in provincia di Bergamo. Artogne conta anche tre frazioni: Piazze, posto a nord-est sulle pendici del Corno Torricella, Acquebone e Montecampione.

## Geografia fisica
(Gregorio Brunelli, «Curiosi trattenimenti contenenti ragguagli sacri e profani dei popoli camuni», 1698)

### Territorio
Artogne giace sul versante sinistro dell'Oglio, tra i comuni di Gianico, Pian Camuno e Rogno.
Il suo territorio si sviluppa principalmente a ridosso di una fascia pedemontana che degrada fino alla confluenza della Valle di Artogne con il fiume Oglio.
L'altitudine media su cui sorge il grosso dell'abitato di fondovalle è circa 260 m s.l.m., ma il territorio comunale raggiunge la quota massima di 2060 m s.l.m. con la cima del Monte Muffetto.

#### Il paesaggio di pianura
Il territorio su cui sorge l'abitato di Artogne è caratterizzato dalla morfologia tipica del fondovalle, un enorme conoide di deiezione che si è formato nel corso degli anni con il trasporto dei detriti a opera del torrente Re (Valle di Artogne).
Questa pianura alluvionale è formata principalmente da sabbie e ciottoli e le frequenti esondazioni del fiume Oglio nelle epoche passate hanno creato superfici paludose e sabbiose poi bonificate dall'uomo.
L'area si estende dalla piana del fiume Oglio a circa 200 m s.l.m. di quota, fino all'inizio dell'abitato, che risale il pendio della fascia pedemontana.
La vegetazione prevalente è costituita attualmente da specie autoctone a cui si affiancano i cicli vegetativi dei foraggi e la coltivazione del granoturco, mentre la presenza di salici, pioppi, sambuchi e robinie è limitata in una fascia di alcune decine di metri dal corso del fiume.
Risalendo verso le abitazioni prevalgono gli alberi da frutto unitamente a qualche sporadico gelso e alle distese pascolive e agricole.

#### Il paesaggio di medio versante
Questo paesaggio è quello che si sviluppa alle spalle del nucleo abitato e sale fino alle quote delle due frazioni Piazze e Acquebone, rispettivamente 700 m s.l.m. e 650 m s.l.m.
L'antropizzazione di queste zone è di origine antica, ancora legata all'esigenza di uno sfruttamento intensivo del versante a scopi silvo-pastorali.
Tra le specie boschive dominano i castagneti, ma si incontrano anche zone a bosco ceduo di roveri, frassini, betulle e robinie, che poi diradano verso le quote montane più alte.

#### Il paesaggio di montagna
Delimitato dallo spartiacque tra la Val Camonica e la Val Trompia, questo territorio segna il confine orientale del comune di Artogne. Si incontrano le cime di Monte Muffetto (2060 m), Dosso Beccheria (1972m), Monte Campione (1831m), Colma del Marucolo (1856m) e del Monte Splaza (1826m) e alcune valli minori come la Val Bassinale, la Val Bassinaletto, la Val Maione e la Val Mezzana.
Il bosco ceduo lascia spazio ai faggeti, ai lariceti e agli abieteti, prima che questi vengano rimpiazzati a quote più alte da alneti e mugheti.
L'antropizzazione del versante montano è legata essenzialmente allo sviluppo della stazione sciistica di Montecampione.

### Clima
Il clima a Artogne è caldo e temperato, con piovosità significativa durante tutto l'anno.
La temperatura media annuale è di 8,5 °C, essendo luglio il mese con temperature più alte (22,4 °C) e gennaio il mese con temperature più basse (-6,2 °C).
La piovosità media annuale è di 1386 mm. In particolare le piogge sono più scarse nel mese di gennaio (59 mm) e più abbondanti nel mese di giugno (145 mm).
| [ 6 ]               | Mesi | Mesi | Mesi | Mesi | Mesi | Mesi | Mesi | Mesi | Mesi | Mesi | Mesi | Mesi | Stagioni | Stagioni | Stagioni | Stagioni | Anno  |
| [ 6 ]               | Gen  | Feb  | Mar  | Apr  | Mag  | Giu  | Lug  | Ago  | Set  | Ott  | Nov  | Dic  | Inv      | Pri      | Est      | Aut      | Anno  |
| ------------------- | ---- | ---- | ---- | ---- | ---- | ---- | ---- | ---- | ---- | ---- | ---- | ---- | -------- | -------- | -------- | -------- | ----- |
| T. max. media (°C)  | 3,3  | 4,3  | 8,3  | 12,3 | 16,5 | 20,6 | 22,4 | 22,0 | 18,0 | 13,6 | 8,2  | 4,4  | 4,0      | 12,4     | 21,7     | 13,3     | 12,8  |
| T. min. media (°C)  | −6,2 | −5,5 | −1,8 | 1,7  | 6,2  | 10,7 | 13,0 | 13,2 | 10,0 | 6,2  | 1,2  | −3,9 | −5,2     | 2,0      | 12,3     | 5,8      | 3,7   |
| Precipitazioni (mm) | 59   | 66   | 83   | 128  | 144  | 145  | 134  | 129  | 135  | 141  | 144  | 78   | 203      | 355      | 408      | 420      | 1 386 |

## Origini del nome
Secondo Lino Ertani il nome del comune potrebbe derivare dalla coniugazione longobarda Hart (fortezza) e Thon (recinto rurale).
Un'altra interpretazione legherebbe l'origine del nome alla congiunzione di artus, vocabolo latino che indica un luogo angusto e stretto, e ones, parola dialettale che indica l'ontano.

## Storia
È citato come Artonie in un documento del 1041.

### Date significative
Il 12 marzo 1233 la famiglia dei Brusati è investita dei beni e delle terre di Artogne.
Nel 1331 Zanone detto Mastaio e Ziliolo Federici, figli di Bojaco di Gorzone, acquistano da Girardo Brusati tutti i beni da esso posseduti nella terra d'Artogne.
Nel 1397, durante la pace di Breno, Artogne è schierata dal lato ghibellino del fiume Oglio.
Nel 1508 è indicato col nome di Artogno nella mappa della Val Camonica disegnata da Leonardo da Vinci che è custodita presso la Biblioteca Reale di Windsor, in Gran Bretagna.
Nel 1912 una grave alluvione colpì il paese.
Nel dicembre 1923 le acque di riflusso del disastro del Gleno arrivano ad Artogne e annegano una bambina.
Nel 1927 il comune si fonde con quello di Pian Camuno, creando il comune di Pian d'Artogne; si separeranno nel 1957
Il 26 luglio 1944 vengono uccisi presso la Cascina Campelli dai nazi-fascisti Battista Pedersoli, Giacomo Marioli e Antonio Cotti Cottini.

### Le origini e le prime notizie
La prima testimonianza scritta che riporti notizie della terra su cui poi sorgerà Artogne deriva dal Polittico di Santa Giulia e descrive l'area di una corte popolata da un centinaio di persone circa, intorno all'anno 905, fra le quali venivano censiti un magister e cinque missi dominici, sedici prebendari e i restanti servi della gleba.
All'epoca, la badessa del monastero di San Salvatore in Brescia possedeva delle corti monastiche in territorio bresciano e una di queste, la corte Bradella (o Pradella), si trovava appunto in quella che ora è la zona dei Castellazzi a Pian Camuno.
A dire il vero i confini di questa corte si estendevano oltre, fino a comprendere aree che oggi sono le frazioni di Solato e Vissone, ma anche di Gratacasolo e Grignaghe, Pontasio e Siniga.
Sempre dagli scritti dell'inventario del 905 si apprende che la corte Bradella doveva avere avuto uno sbocco lacustre o fluviale e quindi è verosimile ipotizzare che il dominio si estendesse almeno fino a Rogno, dove era probabilmente attivo un porto.
Le origini vere e proprie dell'abitato di Artogne inteso come nucleo abitativo e socialmente attivo risalgono all'anno Mille e ai primi decenni del Millennio, a cavallo del Medioevo, quando si formano anche le contrade.

### Intorno all'anno Mille
Come tutta la bassa Valle Camonica, in epoca carolingia il territorio fu donato ai monaci del convento francese di Tour.
Nei primi anni del secondo Millennio in Valle Camonica sono attive e costituite le quattro pievi di Rogno, Cividate, Cemmo ed Edolo, attorno alle quali cominciano a svilupparsi i nuclei abitativi dei singoli paesi.
Il più antico scritto pervenuto fino a noi che riporti il nome completo di Artonie è datato 1041 ed è la Cartula Offertionis pro Anima, la Carta dell'oblazione per l'Anima, un testo proveniente dall'Archivio segreto vaticano che parla di una donazione al monastero di San Pietro in monte di Serle (Brescia) effettuata dall'arciprete di Manerbio a beneficio dell'anima del Vescovo di Brescia.
Dall'analisi di questo documento si ha conferma che nell'anno Mille il paese di Artogne era già costituito e il suo territorio in buona parte bonificato e dedito alle colture.
L'abitato era disposto lungo una sorta di ellisse che dall'odierna Chiesa di Sant'Andrea si sviluppava fino alle Maserade e che costituiva in larga parte il centro storico come lo si vede ai giorni nostri, in una fascia compresa tra il Castellino e la Piazza.

#### Feudatari locali
Tra le famiglie che hanno segnato profondamente la storia e lo sviluppo della Bassa Valle rientrano:
I Brusati
Della famiglia dei Brusati non si conosce molto, se non che il primo esponente di cui si abbia notizia è Giovanni Brusati, che nel 1116, prima di partire per la Crociata, dispone per testamento delle sue proprietà situate nel territorio di Costa Volpino.
Si hanno poi altre notizie di componenti della famiglia dei Brusati, che sembra operare anche e principalmente nei territori di Gratacasolo e Pisogne, tanto che, come sostiene lo storico Franco Bontempi, la loro fortuna era legata allo sfruttamento dell'attività di estrazione e di fusione del ferro molto praticata nella zona di Pisogne.
L'esponente più noto dei Brusati è certamente Tebaldo, giustiziato il 20 giugno 1311 nel tentativo di difendere la sua signoria sulla città di Brescia.
I Pettenalupi
Antica famiglia di origine bresciana che ha in Martino Petenalupo un esponente di spicco in quanto fu console della città di Brescia e colui che rappresentava la città a Vercelli durante la pacificazione tra Vercelli e Novara.
I Celeri
Famiglia che si diffuse in Valle Camonica nel XIV secolo, specialmente a Lovere. Figure di spicco sono Decio Celeri, medico e letterato, Lodovico Celeri, teologo e filosofo e Simone Celeri, stampatore a Venezia.
A livello locale questa famiglia risultava proprietaria di beni nel paese di Piano in una locazione datata 1369.
I Martinengo
Uno dei casati più potenti di Brescia, che aveva vastissimi latifondi sul territorio bresciano e anche in Valle Camonica, nei paesi di Dalegno, Vione e Cimbergo.
I Federici
Fanno la loro comparsa sul territorio nel XIII secolo e poi si espandono rapidamente lungo tutta la Valle divenendo in breve tempo la consorteria più potente e incontrastata.
Il primo ceppo ha origine a Montecchio nel 1200, al quale si aggiungeranno poi i ceppi di Gorzone, Erbanno, Esine, Edolo e Mù, fino ad arrivare più avanti anche ad Artogne.
Famiglie che hanno ottenuto l'infeudazione vescovile dell'abitato:
| Famiglia | Stemma | Periodo     |
| Brusati  |        | 1233 - 1331 |
| Federici |        | 1331 - ?    |

### Verso la fine del Duecento
Un lasso di tempo lungo due secoli. Questo il periodo di buio che costringe a ricostruire la storia di Artogne con le poche testimonianze scritte giunte in condizioni tali da essere interpretate e trascritte.
Dall'investitura dei primi feudatari che presero possesso del territorio si passa alla testimonianza riportata in un documento datato aprile 1286 nel quale si dà atto a un vassallaggio e quindi a una concessione di beni che riguardano la zona di Artogne, ma anche di Gratacasolo, Piano e Darfo.
Questo testimonia che almeno fino alla fine del Duecento i territori della Bassa Valle erano ancora soggetti alla guida del feudo monastico di S. Giulia in Brescia e che tutti i suoi beni erano nelle mani delle badesse del monastero.

### Il Trecento

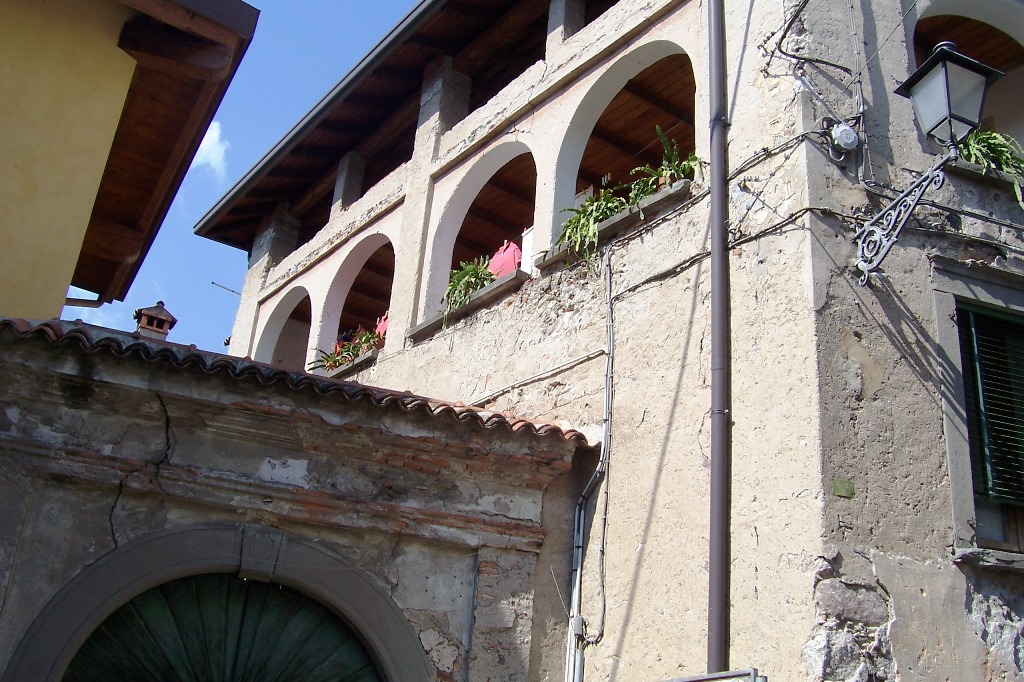
Casa

La prima metà del XIV secolo è segnata esclusivamente dall'avvento della nobile famiglia dei Federici.
Come sosteneva il Sina i Federici in realtà non sarebbero altro che un ramo della nobile stirpe dei Brusati, i quali a loro volta avrebbero origine longobarda e legata ai conti di Bergamo.
Il nucleo originario si stanziò nel Castello di Montecchio da dove, sempre dalle letture del Sina, si apprende che il dominio della famiglia si estese poi al resto dei territori confinanti, fino a giungere ai limiti più settentrionali della Valle Camonica per sfociare fino a Dalegno e Mù, in Valtellina.
Nel 1348 la peste nera, che già interessava vasti territori dell'Europa, arrivò anche nell'Italia settentrionale causando numerose morti.
Il territorio della Val Camonica fu fortemente interessato dalla pestilenza che uccise più della metà della popolazione.
Ad Artogne alcune notizie tramandate a memoria parlano addirittura di dodici sole persone che si salvarono dall'ondata di peste nera. Dalla ricostruzione di scritti successivi al Trecento si deduce che molti, se non tutti, di quei dodici abitanti non fossero altro che gli appartenenti della famiglia dei Federici che, dall'ipotesi avanzata da Andreoli, si salvarono rifugiandosi nel loro Castello di Gorzone.
Proprio questo evento catastrofico segnò invece, sempre secondo Andreoli, la scomparsa della famiglia dei Brusati, che infatti non viene più citata in alcun documento posteriore a tale data.
Di quelle dodici case che secondo la tradizione rimasero ad Artogne tutte finirono nelle mani dei Federici che quindi incrementarono ulteriormente la loro ricchezza.
Sono vive ancora oggi le testimonianze della presenza dei Federici sul territorio e in particolar modo su pietre e portoni che portano inciso lo stemma a forma di scudo che li contraddistingueva.
Tipici esempi sono le fortificazioni presenti nella contrada del Castello, nella zona del Castellino e nelle costruzioni della contrada Imavilla.
La costruzione della chiesa della Madonnina, proprio in Imavilla, potrebbe essere stata realizzata con le pietre utilizzate in questo periodo per l'innalzamento di un'antica torre medievale di cui ora rimangono solamente i basamenti.

### Simboli
nel secondo, di rosso, all'albero sradicato d'oro. Ornamenti esteriori da Comune.»
(D.P.R. del 5 febbraio 1987)
La torre richiama i resti del fortilizio oggi caratterizzato da pochi muri merlati, noti come il "Castellino". Il generico albero potrebbe alludere all'importante patrimonio di boschi e frutteti.
Il gonfalone è un drappo partito di rosso e di giallo.

## Monumenti e luoghi d'interesse

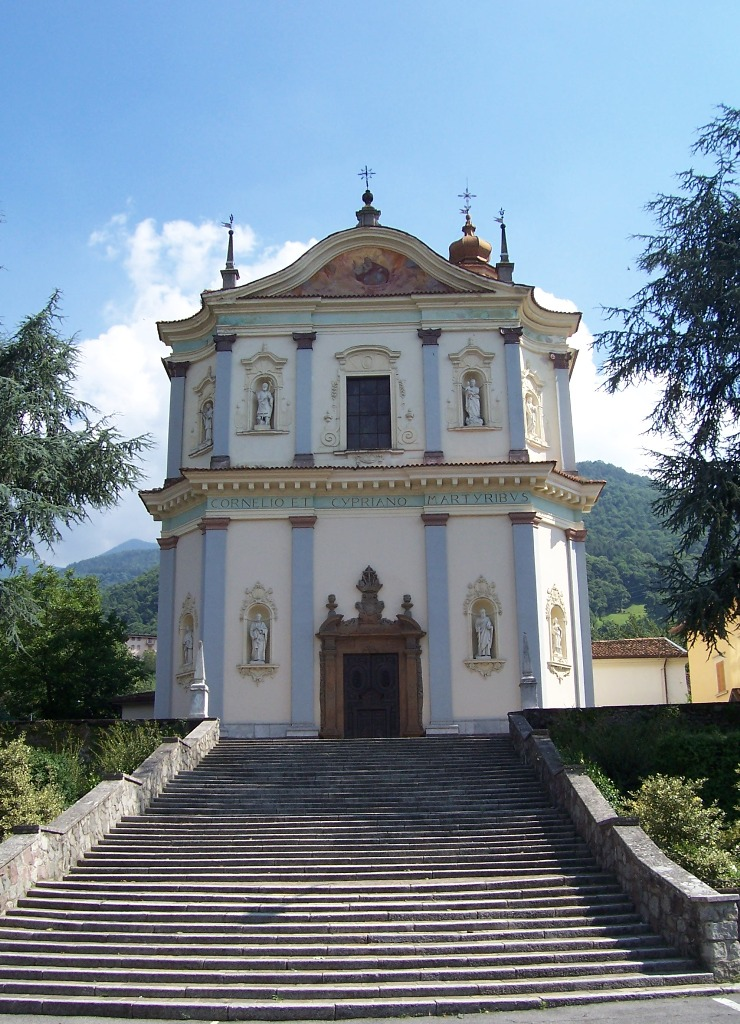
Chiesa dei Santi Cornelio e Cipriano

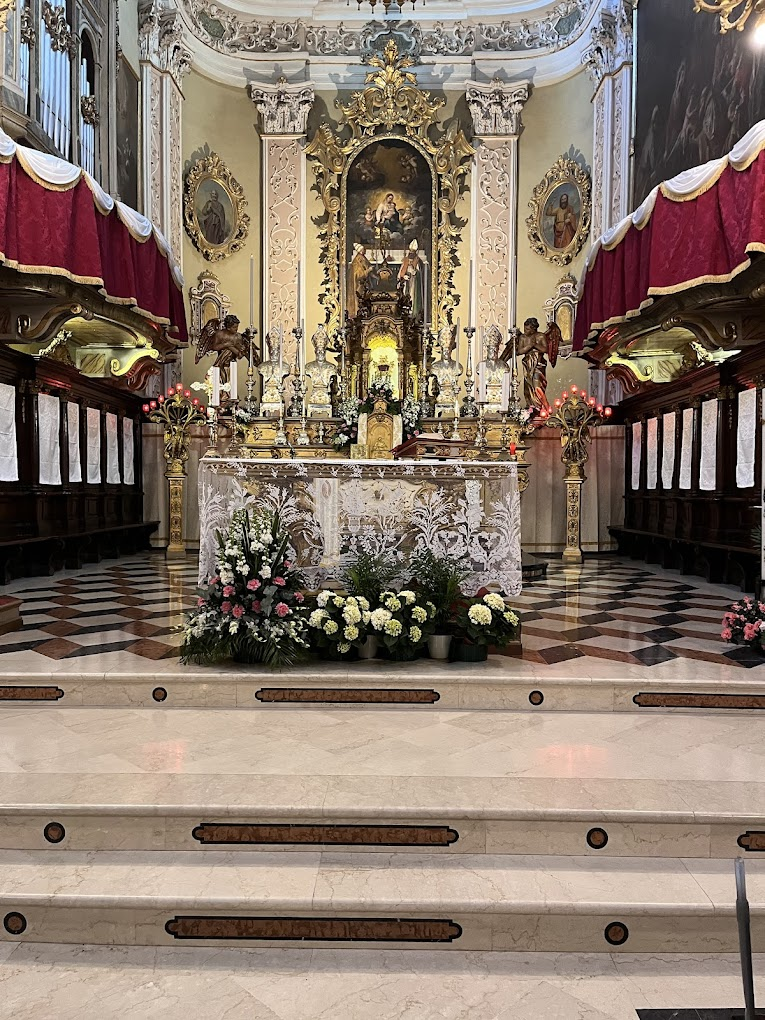
Presbiterio della Chiesa dei Santi Cornelio e Cipriano

### Architetture religiose
Le chiese di Artogne sono:
- Chiesa dei Santi Cornelio e Cipriano, parrocchiale. Il portale in pietra di Sarnico riporta la scritta "Pietas polùpuli erexit anno 1751/cornelio et cypriano martiribus". La gradinata è del 1959.
- Chiesa della Visitazione di Santa Maria ad Elisabetta, detta della Madonnina, di origine quattrocentesca: sul portale d'ingresso vi è la data 1532.
- Chiesa di Sant'Andrea Apostolo, di stile quattrocentesco con campanile del XV secolo. Il presbiterio è separato dalla navata con un'inferriata in ferro.

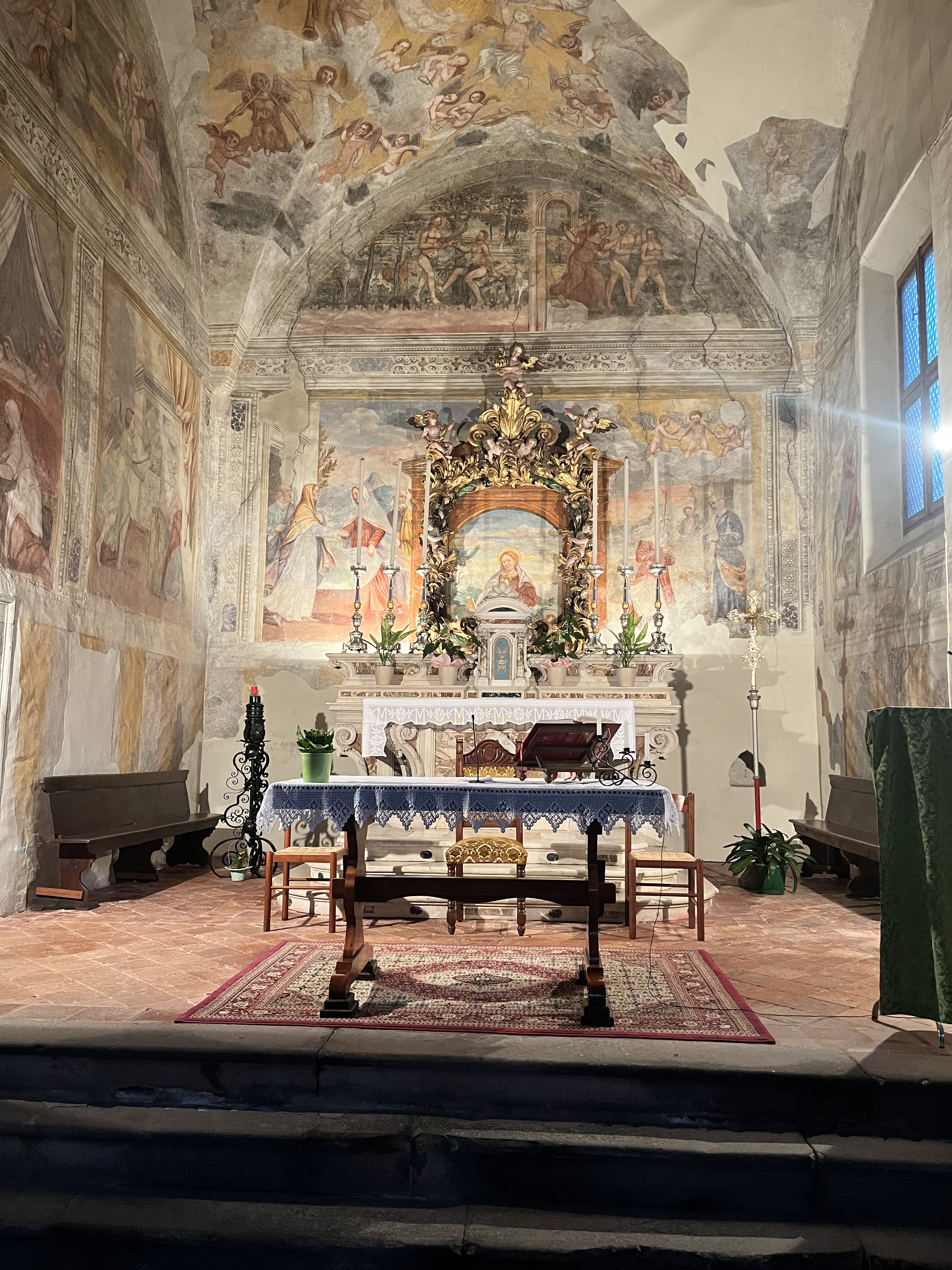
Presbiterio della Chiesa della Visitazione di Santa Maria ad Elisabetta

### Architetture civili
Sono presenti diverse case dei Federici, tra cui una con un portale in pietra di Sarnico e portone il legno borchiato del XV secolo.

## Società

### Evoluzione demografica
Abitanti censiti

### Tradizioni e folclore
Gli scotöm sono nei dialetti camuni dei soprannomi o nomiglioli, a volte personali, altre indicanti tratti caratteristici di una comunità. Quello che contraddistingue gli abitanti di Artogne è Patàte, Mascherpine (ricotte), maia mèlga (mangia granturco), Màgole.

## Amministrazione

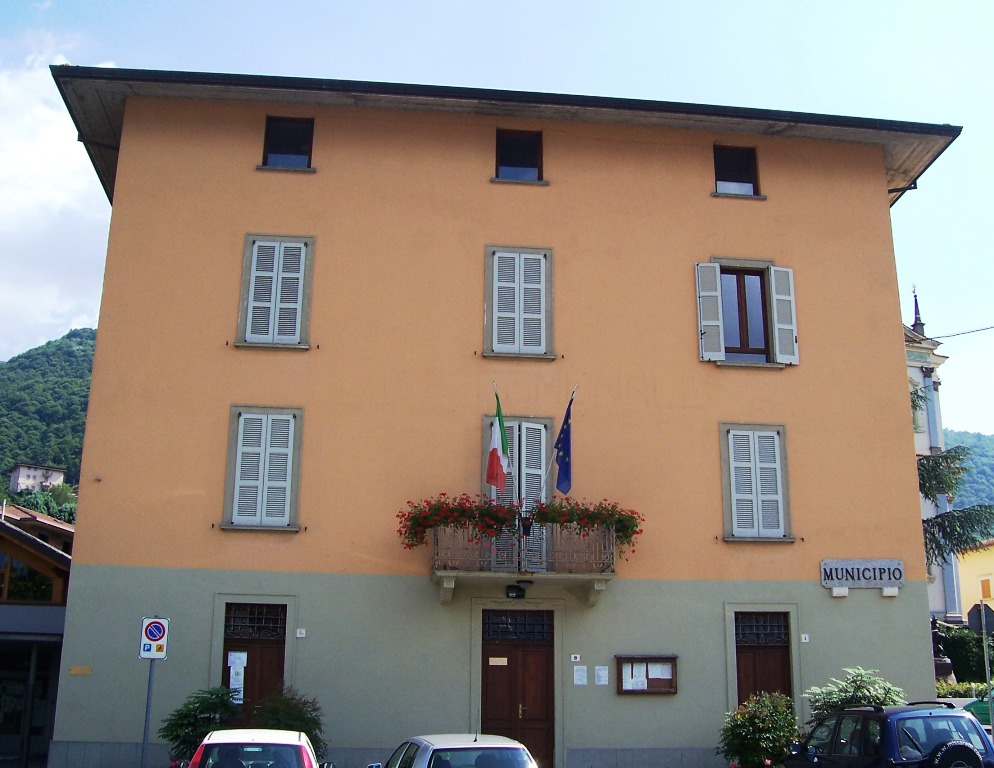
Il municipio di Artogne.

| Periodo        | Periodo        | Primo cittadino      | Partito                           | Carica  | Note   |
| -------------- | -------------- | -------------------- | --------------------------------- | ------- | ------ |
| 7 giugno 1993  | 14 maggio 2001 | Lino Ravelli         | DC / FI                           | Sindaco | [ 22 ] |
| 14 maggio 2001 | 30 maggio 2006 | Simone Quetti        | lista civica                      | Sindaco | [ 22 ] |
| 30 maggio 2006 | 16 maggio 2011 | Maddalena Lorenzetti | lista civica                      | Sindaco | [ 22 ] |
| 16 maggio 2011 | 6 giugno 2016  | Giampietro Cesari    | lista civica                      | Sindaco | [ 22 ] |
| 6 giugno 2016  | 3 ottobre 2021 | Barbara Bonicelli    | lista civica / FdI / Lega Salvini | Sindaco | [ 22 ] |
| 3 ottobre 2021 | in carica      | Barbara Bonicelli    | lista civica / FdI / Lega Salvini | Sindaco | [ 22 ] |

### Gemellaggi
- Courcelles

Il Comune di Artogne è gemellaggio, dal febbraio 1999, con la cittadina belga di Courcelles. L'evento è stato promosso in relazione alla massiccia emigrazione di artognesi presso la comunità vallone durante il periodo del lavoro italiano nelle miniere di carbone del Belgio, risalente alla fine degli anni quaranta. Il 23 giugno 1946 infatti il governo italiano sottoscrisse un accordo con quello belga che prevedeva una fornitura di carbone in cambio di manodopera italiana da impiegare nelle miniere.

## Sport
Il 4 giugno 1998 la 19ª tappa del Giro d'Italia 1998 si è conclusa a Plan di Montecampione con la vittoria di Marco Pantani. Sempre Plan di Montecampione ha ospitato la 15ª tappa del Giro d'Italia 2014, terminata con la vittoria di Fabio Aru. Il 25 giugno 2021 una statua in acciaio corten, raffigurante il "PIrata" in bicicletta a braccia aperte, è stata deposta in suo onore presso la località di Bassinale, al Plan di Montecampione.